# Ravitria pyrosema
Ravitria pyrosema is een vlinder uit de familie wespvlinders (Sesiidae), onderfamilie Sesiinae.
Ravitria pyrosema is voor het eerst wetenschappelijk beschreven door Hampson in 1919. De soort komt voor in het Oriëntaals gebied.